# 國立嘉義高級工業職業學校
國立嘉義高級工業職業學校（英語校名：National Chia-Yi Industrial Vocational High School, CYIVS）簡稱嘉義高工、嘉工，創立於大正十年四月一日(西元1921年4月1日)，是位於臺灣省嘉義市東區的一所技術型高級中等學校。前身為台南州立嘉義商業學校，1944年改辦為工業學校，並在彌陀路現址建築校舍，初設建築、化工 兩科。為臺灣早期「八大省工」之一。

## 校史
嘉義高工前身為專修工業學校、臺南州立工業學校，兩校各自發展，直至1955年縣立初工併入省立工職，以省工為存續學校。

### 初工時期
- 1921年，設立「嘉義簡易商工學校」。
- 1922年，改名「嘉義商工專修學校」。
- 1938年，改名「嘉義專修工業學校」。
- 1945年，改制「嘉義市立初級工業職業學校」。
- 1951年，嘉義市併入嘉義縣，改隸為「嘉義縣立初級工業職業學校」。
- 1955年，併入臺灣省立嘉義工業職業學校，設為省立工職第二校舍。

### 高工時期
- 1938年，「臺南州立嘉義商業學校」創校。
- 1944年，改辦「臺南州立嘉義工業學校」，初設建築、化工兩科。
- 1945年，改制為「臺灣省立嘉義工業職業學校」。
- 1946年，開辦高級部。
- 1955年，兼併「嘉義縣立初級工業職業學校」、「臺灣省立嘉義工業職業補習學校」。接受美援，舉辦單位行業訓練。計有機械、電機、木工、化工四科。
- 1960年，招收化驗科女生一班，為第一所招收女生的省立工職。
- 1965年，因九年國民教育政策，停招初級部，改招五年制高級部。
- 1967年，結束初級部，奉命改制為「臺灣省立嘉義高級工業職業學校」。
- 1979年，機工科增輪調式建教合作兩班。
- 1985年，奉令規劃並試辦群集教育土木建築群課程及設備。
- 1986年，全面實施群集課程。興建學生宿舍。
- 1987年，興建資訊大樓。
- 1988年，輪調式建教合作班由機工科改為電工科，招收兩班。興建學生活動中心。
- 1990年，奉教育廳指定為全省學生體能普查及訓練示範觀摩學校，展開嘉義縣嘉義市中等學校學生體能普查三年工作。
- 1991年，增輪調式木工科建教訓合作班兩班，隔年再增兩班。
- 1992年，興建化工大樓。奉教育廳指派承辦全省中等學校擴大實施學生體能普查工作。
- 1992年開始進行學校校舍工場老舊重建，包括機械群大樓、電機電子群大樓、士木建築群大樓及行政大樓，至2001年結束。
- 2000年，中央政府實施精省，改隸教育部，定名「國立嘉義高級工業職業學校」。
- 2011年，囊螢樓與圖書館拆除後重建工程完工。
- 2019年，興建綜合職能科大樓，至2020年完工。

## 歷任校長
| 任別     | 姓名   | 任期                 | 備註                                     |
| -------- | ------ | -------------------- | ---------------------------------------- |
| 第一任   | 莊君地 | 1945年10月—1946年1月 |                                          |
| 第二任   | 林廷郎 | 1946年1月—1946年4月  |                                          |
| 第三任   | 唐 智  | 1946年2月—1953年8月  |                                          |
| 第四任   | 陳炳塤 | 1953年8月—1973年2月  |                                          |
| 第五任   | 張幹念 | 1973年2月—1985年2月  |                                          |
| 第六任   | 劉文華 | 1985年2月—1989年8月  |                                          |
| 第七任   | 伊慶箴 | 1989年8月—2009年8月  |                                          |
| 第八任   | 林哲雄 | 1989年8月—2009年8月  |                                          |
| 第九任   | 江耀宗 | 2009年8月—2013年8月  |                                          |
| 第十任   | 林文河 | 2013年8月—2021年8月  | 屆齡退休                                 |
| 第十一任 | 陳瑞洲 | 2021年8月—現在       | 原國立光復高級商工職業學校校長轉任，現任 |

## 行政單位
本校設有：
- 校長室、
- 教務處、
- 學務處、
- 教官室、
- 總務處、
- 輔導室、
- 人事室、
- 主計室、
- 實習處、
- 圖書館、
- 汽資中心、
- 進修學校

等單位。

## 教學單位

### 技術類科

#### 電機職群
電機科本科成立於1955年8月，訓練學生熟習室內外配線裝置、電儀表使用、家電檢修、各種電工實驗等裝修。並傳授工業電子、自動化、電源之裝修及微電腦課程。
電機修護科電機修護科創立於1994年春季實用技能班，為電機科所屬。2007年實用技能學程正式增加電機修護科。教授PLC自動化控制，工配室配，冷凍，電器修護等等許多方面的技術。
冷凍空調科創設於1971年8月，為電機類群相關科系，培養工程界冷凍空調及電機相關之基層技術從業人員。目前擁有國家冷凍空調技術乙級檢定之合格場地，並朝向國家冷凍空調技術甲級檢定之合格場地之進行規劃與擴充。

#### 電子職群
電子科創立於1962年8月，旨在傳授有關電子設備、電子儀器、電子通訊之基本知能。訓練學生操作儀表，正確維護各種電子設備，並作故障之檢修與調整。進而施予數位化、電腦化教學，使學生具參與自動化量測控制生產的能力，以及軟體設計的技術與硬體電路維護技能。本科又分視聽電子﹑工業電子﹑電腦軟體設計與硬體裝修等職種。
微電腦修護科微電腦修護科創立於2004年，原本在夜間上課，2007年入學的學生改為日間上課。為電子科所屬。

#### 土木建築職群
建築科創始於1937年8月，培養土木建築工程之基層人員，使能熟悉各種工程材料之性能，從事有關機具之操作進修，以及工程之設計施工。
室內空間設計科創於2000年8月，培養學生具備設計群共同核心能力，並為相關專業領域之學習或高一層級專業知能之進修奠定基礎，以及健全設計相關產業之實用技術人員，能擔任設計領域有關廣告、包裝、展示、編輯、印刷、媒體、產品、傢俱、工藝與室內設計等工作。
裝潢技術科創立於1989年，為室內空間設計科所屬。

#### 機械職群
機械科1954年8月創設機工科，實施單位行業訓練，旨在培育學生有傳統機械的專業知識與技能，至1986年實施群集教，將機工科改為機械科，以培養學生就業後能適應社會上的需要或轉業的需要。
機械修護科創立於1989年，為機械科所屬。2005年機械修護科調整至日校上課。多次利用上課時間去戶外教學，熟悉就業環境。
製圖科創設於1972年8月，以機械製圖或電腦繪圖的方式，繪製2D或3D製圖，並傳授從事機械製圖技術所需具備之基本智能及相關實務工作實習，職業道德觀念之建立等；依基礎、專業、實用課程三階段循序漸進。
電腦繪圖科創立於1988年，為製圖科所屬。

#### 動力機械群
汽車科創立於1967年8月，以教授、訓練學生專業知識與技術，培育汽車裝配、檢驗、及維修之技術人才，並養成良好安全工作習慣及職業道德為目標。1990年獲台灣省教育廳肯定辦學績效，指定該校成立全國唯一之「汽車教學資源中心」。
塗裝技術科創立於1998年，為汽車科所屬。
汽車修護科創立於1994年，為實用技能學程唯一在夜間上課之班級，為汽車科所屬。

#### 化工職群
化工科創立於1938年8月，重點在訓練學生瞭解一般化學工業有關之基礎理論與技術。教授內容則以實務為主，再輔以具有前後連貫及整體性特色之課程安排，務期切實達到培養化工基層人員之基本技能。能使用各種化驗儀器，配製各種試藥，分析各種原料及成品，操作各種化工機械，控制各種儀錶及從事品質管制工作與安全維護的能力。
1960年化工科改為化驗科，一學年招收男生二班、女生一班。至1973年改回化工科。初級部化工科於1965年停止招生。

### 綜合高中
2003年8月使部份職高轉型為綜高。為配合教育政策，調整學校科班結構，辦理綜合高中，高中專門學程方面：設有社會學術學程、自然學術學程、高職專門學程方面分為：電腦輔助機械學程、建築製圖學程、室內設計學程。

### 體育班
於2001年8月成立，為雲嘉南地區著名的體育班，屢次突破徑賽紀錄。

### 駕訓班
1958年10月4日，嘉義高工成立駕訓班，至今為台灣罕見且歷史悠久的公立駕訓班。

## 校服
- 校服本身為黑色系列，女生裙子以及男生領帶為深綠色蘇格蘭樣式。故有「黑衫軍」之別名。[2]
- 夏冬季制服男女上衣皆為白色，下褲為黑色，原有西裝外套為黑色[3]
- 夏季運動服上衣為白色，男生運動褲為藍色，女生運動褲為紅色
- 冬季運動服上衣為白色，而運動褲為黑色，運動外套為黑色
- 制服之學號是各年級以綠紅藍三色依序輪流替換。

## 姐妹校與策略聯盟夥伴學校
策略聯盟夥伴學校
- 國立雲林科技大學

姐妹校
- 國立成功商業水產職業學校
- 北海道立小樽工業高等學校（日语：北海道小樽工業高等学校）

## 附註
1. ↑  https://www.cyivs.cy.edu.tw/sub/form/Details.aspx?Parser=3,47,392,,,,2055
2. ↑  因為現在不提供西裝外套，因此現在較少使用此稱號
3. ↑  西裝外套現在已不再製作

## 外部連結
- 國立嘉義高級工業職業學校
- 國立嘉義高工進修學校